# Bertoldsheim
Bertoldsheim ist ein Ortsteil des Marktes Rennertshofen im Landkreis Neuburg-Schrobenhausen im Regierungsbezirk Oberbayern.

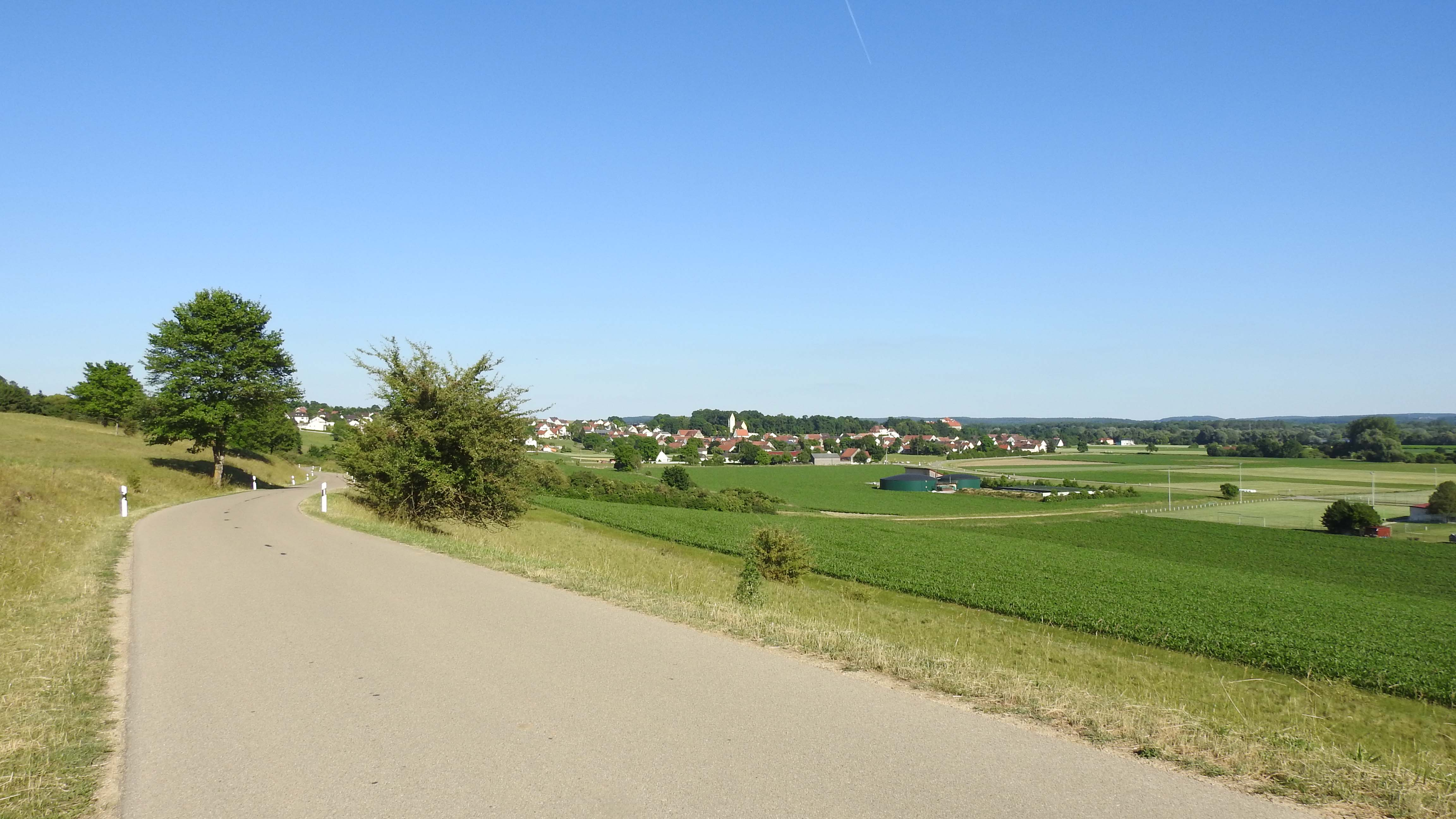
Bertoldsheim von Nordwesten

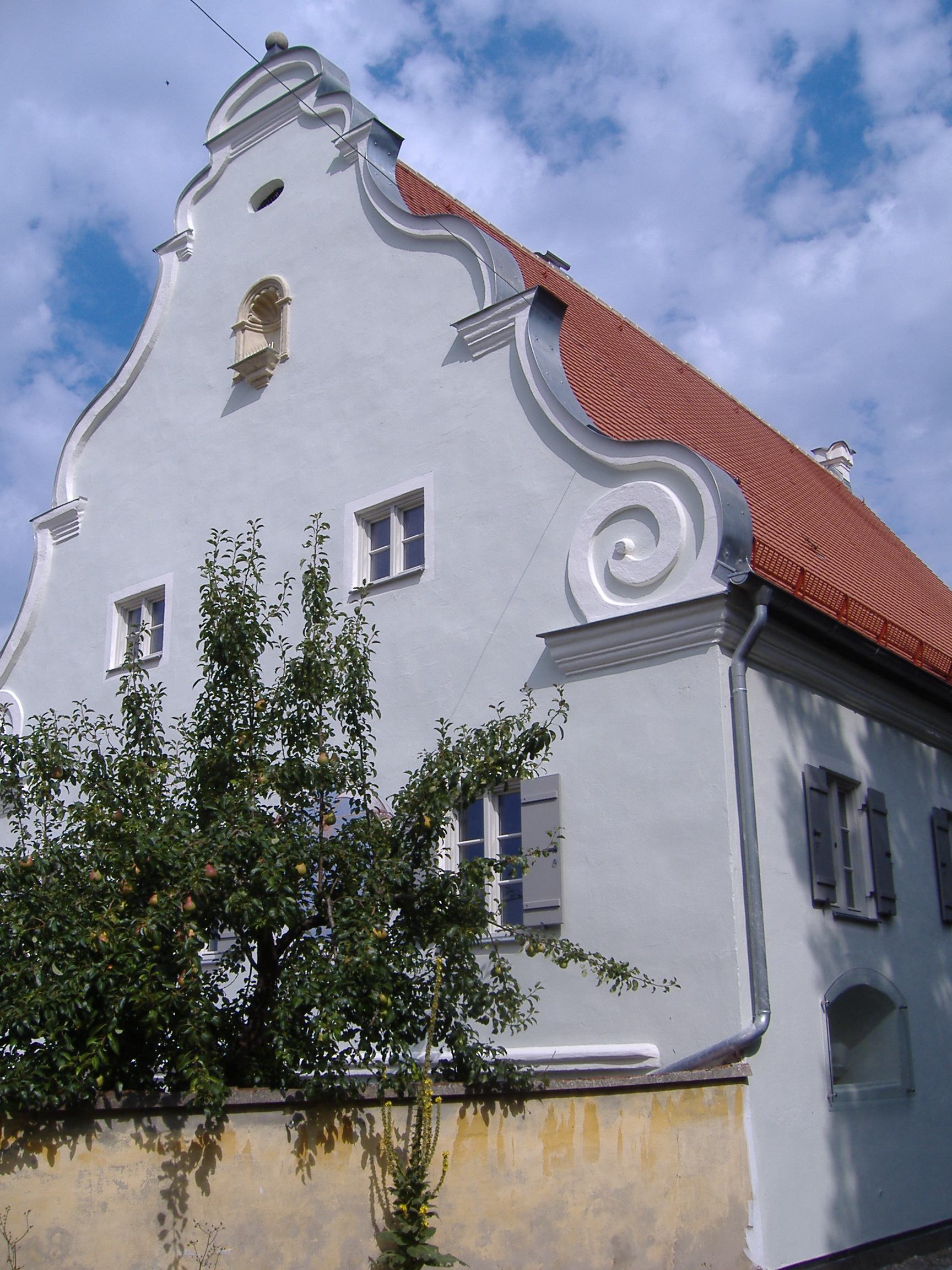
Alter Pfarrhof

## Verwaltungszugehörigkeit
Das an der Donau gelegene Pfarrdorf Bertoldsheim bildete bei der Verwaltungsreform Anfang des 19. Jahrhunderts mit Erlbach einen Steuerdistrikt, wurde mit dem zweiten Gemeindeedikt von 1818 eine Ruralgemeinde im Landgericht Monheim und mit der Trennung von Justiz und Verwaltung 1862 in den Bezirk Donauwörth einbezogen. Mit Inkrafttreten der neuen Gerichtsorganisation kam es mit sechs weiteren Gemeinden am 1. Oktober 1879 zum Amtsgericht Neuburg an der Donau. In der Folge wurde die Gemeinde am 1. Januar 1880 bezüglich der Verwaltung dem Bezirksamt Neuburg an der Donau zugeteilt. Bertoldsheim war bis 1977 eigenständig und wurde im Rahmen der Gemeindegebietsreform am 1. Januar 1978 ein Teil des Marktes Rennertshofen.

## Lage
Das Pfarrdorf liegt auf einer Höhe von 406 m über NN. an der Staatsstraße von Rennertshofen nach Marxheim am südlichen Ausläufer des schwäbisch-fränkischen Jura und etwa 4 km flussabwärts der Mündung des Lechs in die Donau.

## Sehenswürdigkeiten

### Schloss
Bedeutendstes historisches Gebäude ist das Schloss Bertoldsheim, das die gräfliche Familie Du Moulin-Eckart 2008 verkaufte, derzeit (2020) renoviert wird und der Öffentlichkeit nicht zugänglich ist. 

### Pfarrkirche St. Michael
In der Kirche wurden 1935 an der Nordwand Teile von Wandfresken aus der Zeit um 1340 aufgedeckt; die Bilder sind nur zum Teil erhalten und beschädigt. Die Kirche mit Turm ist ein einheitlicher gotischer Bau aus der ersten Hälfte des 14. Jahrhunderts, die Gewölbe mit den Strebepfeilern wurden im letzten Viertel des 15. Jahrhunderts erstellt und dabei die Fenster erweitert. Die älteste Jahreszahl, die im Zusammenhang mit der Kirche erwähnt wird, ist 1247. Das Gotteshaus besteht aus verschiedenen Bauteilen. Die Deckenmuster zeigen unterschiedliche Gewölbe. Der Altarraum liegt etwas höher als das Kirchenschiff. Die Architektur des Hochaltares ist im Wesentlichen von 1695, das Gemälde von 1781 zeigt den Kirchenpatron St. Michael und ist laut Bezeichnung gestiftet von dem 40 Jahre (1755 bis 1795) amtierenden Pfarrer August Anton Christoph Freiherr von Leoprechting.
Die Pfarrgemeinde war von 1542 bis 1617 lutherisch. In dieser Zeit wirkten neun Priester. 

### Pfarrhof
Der Pfarrhof wurde 1697 neu erbaut, da der alte baufällig war. Dieser neue Pfarrhof hat ein eigenes Kaplanhaus und wurde näher zur Kirche gebaut.

### Schlossberg und Marxheimer Straße
Am Schlossberg und in der Marxheimer Straße befinden sich sieben weitere Baudenkmäler, darunter die Antoniuskapelle, ein frühneugotischer Zeltdachbau, entstanden an der Wende vom 18. zum 19. Jahrhundert.
Siehe auch: Liste der Baudenkmäler in Bertoldsheim

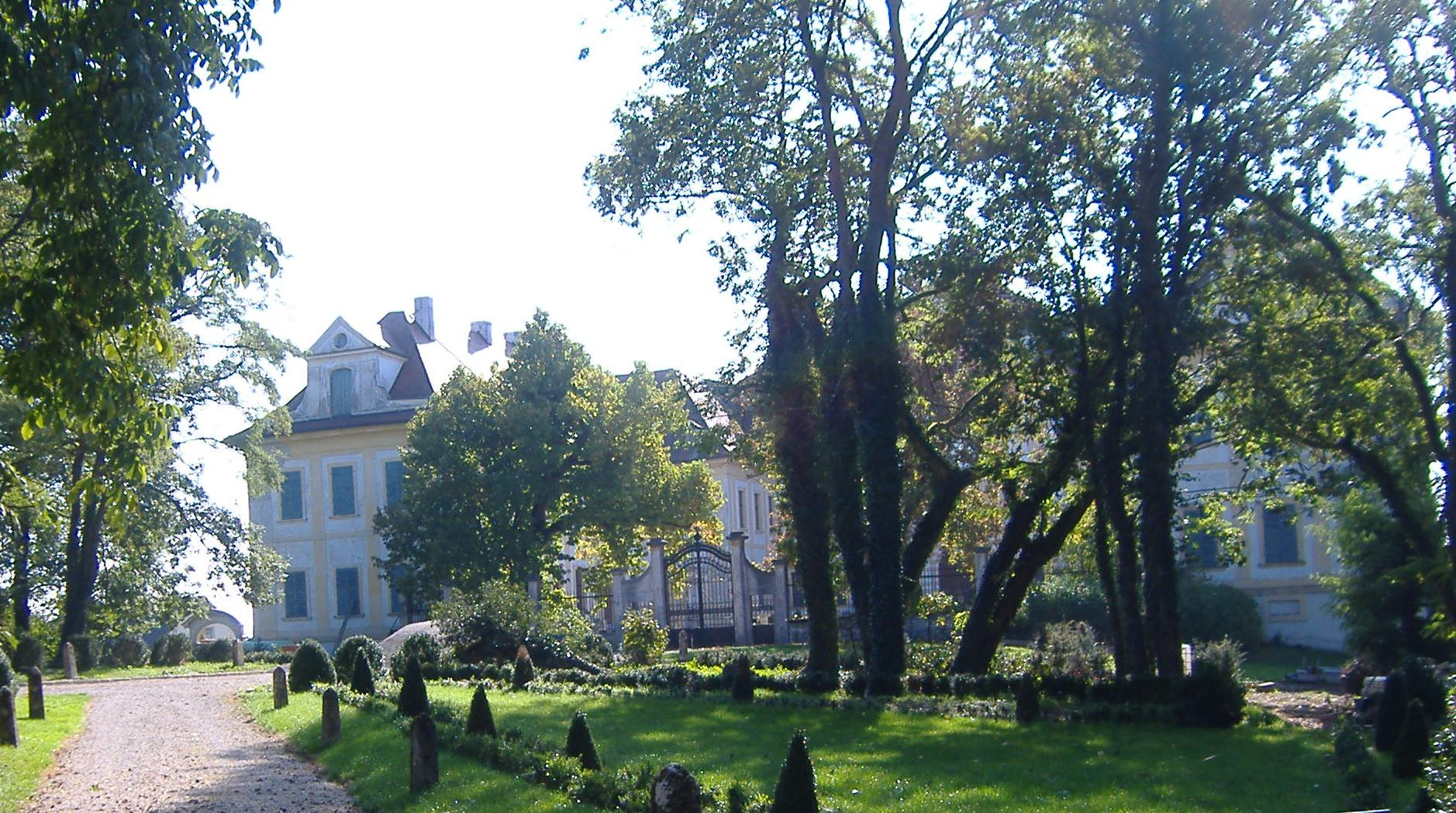
Schloss Bertoldsheim und Park, von Norden gesehen

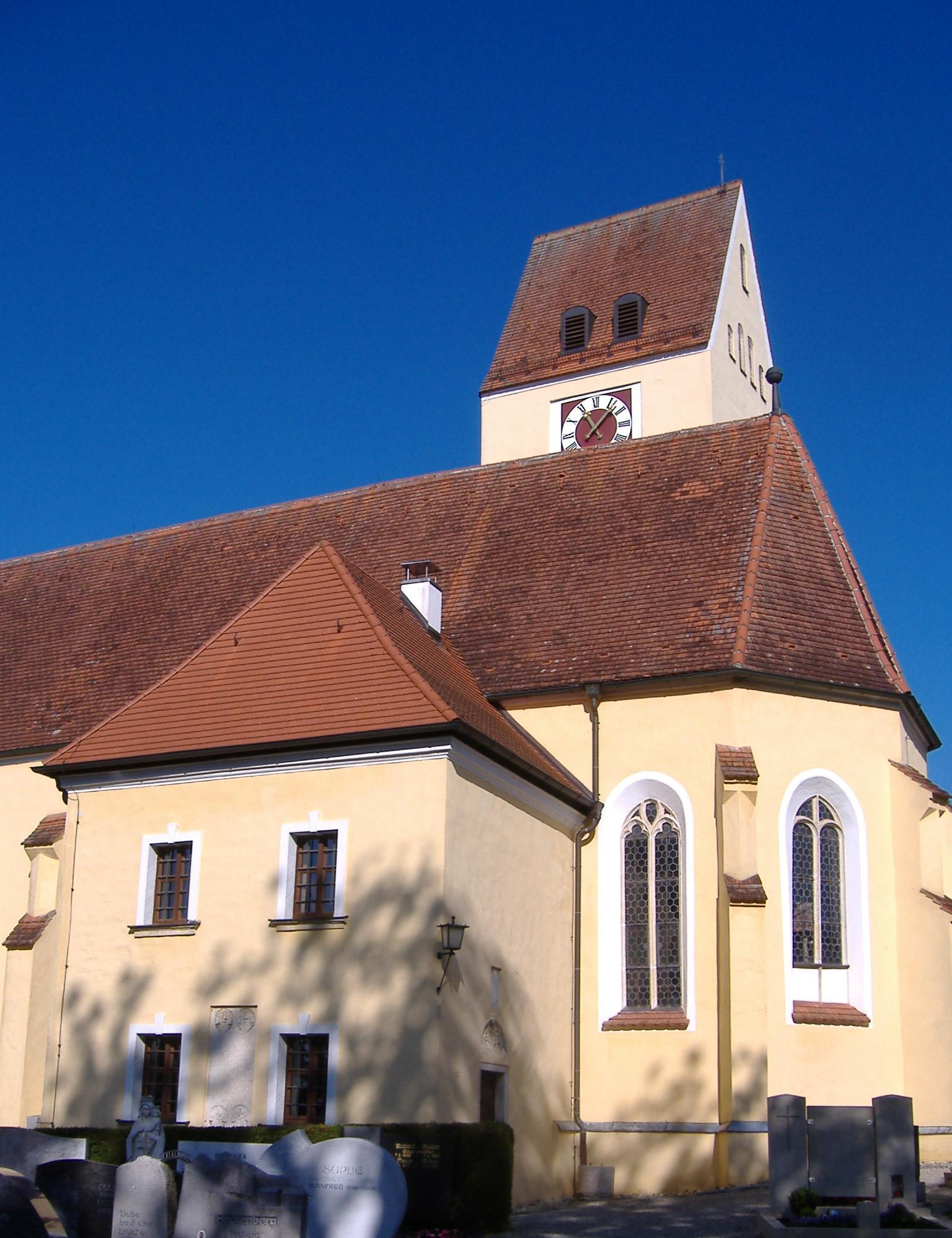
Pfarrkirche St. Michael

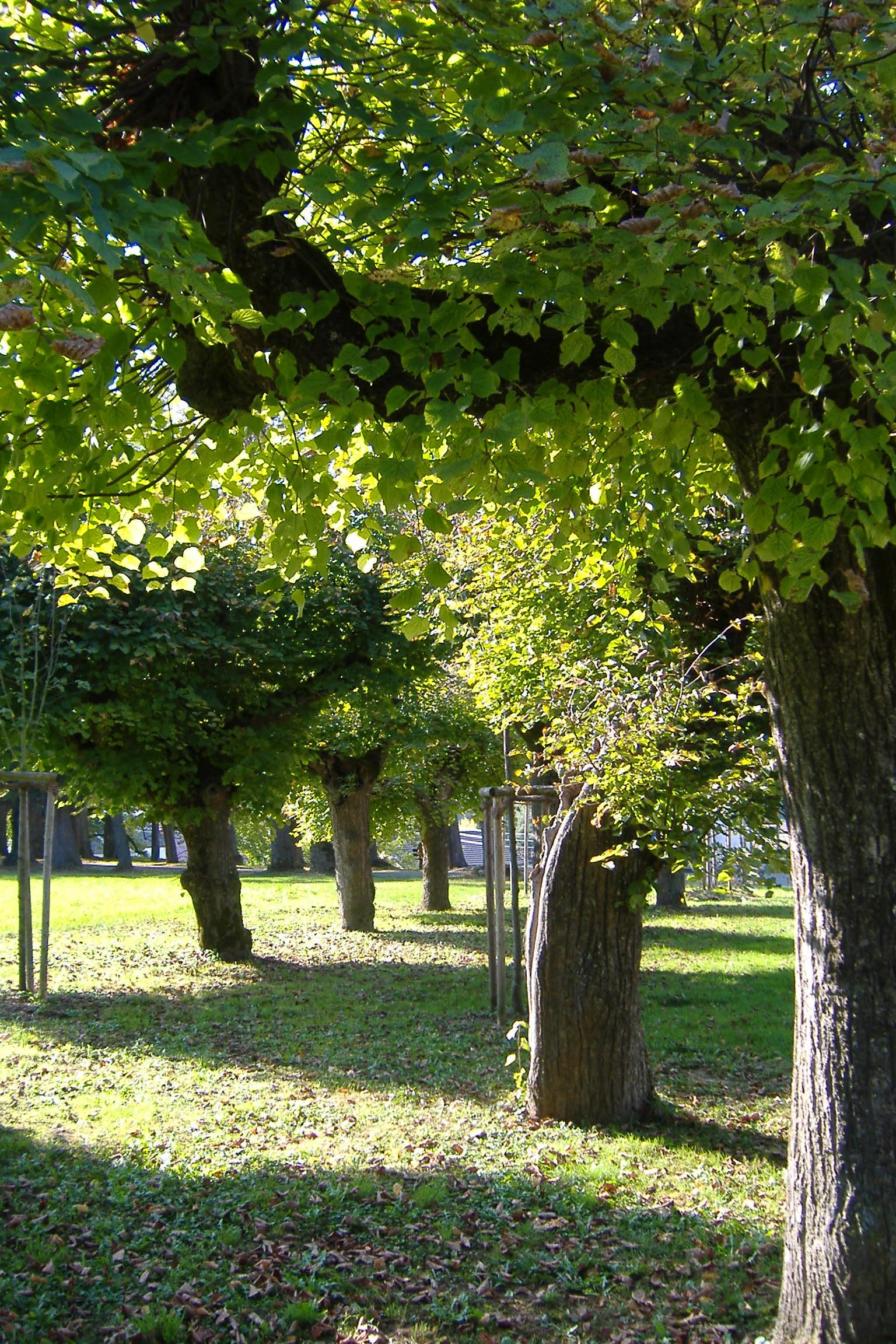
Kleine Allee im Park vor dem Schloss

## Geschichte
Die Donau, die am Ort vorbeifließt, hatte vor Jahrtausenden einen anderen Lauf. Damals floss sie in das Schutter- und Altmühltal. Riesige Wassermengen stauten sich vor Stepperg bis weit über Marxheim hinauf. Dieses Wasser floss durch das Altmühltal und durch ein Tal, das über Leidling und Sinning in das Donaumoos führt. Diese Täler trockneten im Laufe der Zeit aus und die Donau grub sich einen Weg durch den Fels. Dieser Durchbruch ist immer tiefer geworden und seitdem fließt die Donau in der heutigen Form.

### Graisbacher und Bertoldsheimer
Auf dem felsigen vorspringenden Hügel, auf dem jetzt das Bertoldsheimer Schloss steht, stand bis zum Ende des 16. Jahrhunderts ein dicker, viereckiger, sehr wahrscheinlich von den Römern erbauter Kropfquaderturm. An diesem Turm, der als Wachturm diente, wurde dann im Mittelalter eine Ritterburg angebaut. Diese und weitere Burgen dienten zum Schutz der Besitzungen der Grafen von Graisbach.
In deren Urkunden wird 950 ein Bertold I. und 1065 ein Bertold II. aufgeführt. Es ist anzunehmen, dass einer dieser Bertolds der Gemeinde den Namen gab. Der Name Bertoldsheim erscheint aber in den Urkunden auch noch anders geschrieben: Pertoldsheim, Pertolfesheim, Bertolschdesheim. Im Volksmund wird Bertoldsheim „Bernza“ genannt.
Das erste Herrschergeschlecht, das hier regierte, starb mit Siegfried von Bertoldsheim 1260 aus. Wo diese Bertoldsheimer begraben liegen, ist nicht bekannt.

### Waller
Ab dem Jahre 1260 regierten die Waller in Bertoldsheim. Ihre Herrschaft endete 1499 mit dem Tode Georg II. von Lamberg zu Orteneck. Die Witwe Georgs II. lebte bis 1504. Die Ellrichshausen kamen durch die Heirat der letzten Waller 1504 an die Macht. Diese Herrschaft begann mit dem Tod der letzten Waller. Sie dauerte bis zum Jahre 1638.

### Berling
Die Herrschaft der Berling, ein altadeliges Geschlecht, begann teils durch Heirat, teils durch Kauf 1638. Diese Herrschaft endete im Jahre 1700.

### Ysselbach
Die Ysselbach kauften in den ersten Jahren des 18. Jahrhunderts Bertoldsheim. Der Käufer, Franz Fortunat von Ysselbach, kurpfälzischer General, kaiserlicher Generalfeldzeugmeister, Gouverneur von Mannheim etc. ließ sein Vermögen auf Eseln aus Spanien transportieren. Er fasste den Plan, das alte Schloss abzubrechen und einen ganz neuen prächtigen Bau aufzuführen. Der Jesuitenpater Johann Knör hatte den Plan entworfen. Im Jahre 1714 wurde der Bau begonnen, der 1728 in seiner heutigen Gestalt fertiggestellt war. Als Nachfolger des Franz Fortunant kam Christian Wilhelm von Ysselbach im Jahre 1762 an die Macht. Dieser starb kinderlos und so fiel das Lehen der Pfalz-Neuburg zu.

### Hornstein
Am 6. März 1790 wurde Bertoldsheim zu einem Manns- und Ritterlehen ernannt. Die Freiherren von Hornstein kauften 1790 die Herrschaft Bertoldsheim von den Ysselbach´schen Erben. Der Freiherr Bernhard von Hornstein verschönerte das Innere des Schlosses. Außerdem legte er Parks an und pflanzte eine Lindenallee und verschiedenes Buschwerk um die Anger. Er starb im Jahr 1800.

### Du Moulin-Eckart
Der Hoffaktor des bayerischen Königs Max I. Josef, Graf Karl von Eckart, kaufte nun die Hofmark. Er starb 1828 in Regensburg. Die Hofmark erhielt sein Schwiegersohn, General Charles Graf Du Moulin-Eckart. Dessen Witwe Eugenie Gräfin Du Moulin, geb. Gräfin Eckart, starb am 11. August 1856. Der gesamte Besitz, nämlich die Güter Bertoldsheim und Winklarn, ging auf ihren Sohn Graf Karl Eduard Du Moulin Eckart über. Am 24. Mai 1859 besuchte König Ludwig I. Bertoldsheim, vermutlich wegen Erwerb des Schlosses. Der Eigentümer, Graf Karl Eduard Du Moulin Eckart, starb 1891 im Alter von 84 Jahren. Einer seiner Enkel war Richard Graf Du Moulin-Eckart (1864–1938), der wiederum der Vater von Karl Leon Du Moulin-Eckart (1900–1991) war. Karl Leon leitete in den Jahren 1930 bis 1932 den Nachrichtendienst der SA. Die Familie erhielt 1822 die Erlaubnis sich „von der Mühle-Eckart“ zu nennen, nahm jedoch 1857 wieder den französischen Namen an.
Die Besitzungen Winklarn und Bertoldsheim umfassten 1926 ca. 6000 Hektar Grund.
Die Familie von Karl Leon Du Moulin-Eckart war bis 2008 Schlossbesitzer. Eva Gräfin Du Moulin-Eckart (geb. Kusche) veräußerte als Eigentümerin des Schlosses im Jahr 2005 bewegliche Kunstschätze wie zum Beispiel Barockkommoden, Ölgemälde, Bücher, Büsten, Stiche, Schreibtischsekretäre über das Aktionshaus Sotheby’s.
Ein Arzt- und Kunstsammlerehepaar erwarb 2008 das Barockbauwerk mit seinem ihn umgebenden Park und Nebengebäuden und möchte dort sein völkerkundliches Privatmuseum unterbringen. Zurzeit werden die Außenanlagen renoviert.

## Kernkraftwerk / Wasserkraftwerk
Anfang der 1960er Jahre war geplant, Deutschlands erstes Großkernkraftwerk in Bertoldsheim zu errichten. Nachdem die Stadt Nürnberg wegen ihrer Trinkwasserschutzgebiete im Mündungsgebiet des Lechs gegen den anfangs geplanten Standort Bertoldsheim protestiert hatte, wurde das Kernkraftwerk Gundremmingen rund 50 Kilometer donauaufwärts in Gundremmingen am 13. Juli 1962 beantragt, schon am 14. Dezember 1962 genehmigt und im Dezember 1966 in Betrieb genommen.
1967 wurde das von E.ON betriebene Laufwasserkraftwerk „Bertoldsheim“ an der Donau erbaut; es liefert Strom für die Deutsche Bahn. Der zugehörige Stausee hat eine Fläche von 109 Hektar.

## Persönlichkeiten
- Rudolf Roßkopf, (1925–1994), Politiker